# Enàrete
Segons la mitologia grega, Enàrete (en grec antic Ἐνάρετη), va ser filla de Deímac, rei de Trica, a Tessàlia.
Es casà amb Èol, fill d'Hel·len, i rei de l'Eòlida, a Mísia. Va ser mare de nombrosos descendents, entre els quals destaquen Alcíone, Atamant, Cànace, Creteu, Deíon, Perieres, Salmoneu i Sísif, i potser Magnes, germà de Macèdon, i de vegades també d'Aetli, pare d'Endimió.